# Bob Fitzsimmons
Robert James "Bob" Fitzsimmons, född 26 maj 1863 i Helston, Cornwall, Storbritannien, död 22 oktober 1917 i Chicago, USA, var en brittisk proffsboxare, känd som den förste någonsin att bli världsmästare i tre olika viktklasser. Tungviktsvärldsmästare 1897-1899 trots att han vid tillfället för tronövertagandet inte vägde mer än 76 kg.

## Boxningskarriär
Fitzsimmons blev världsmästare i tre viktklasser inklusive tungvikt. Hans matchvikt översteg trots detta sällan 78 kg och han har därför gått till boxningshistorien som den lättaste tungviktsmästaren någonsin. Fitzsimmons tog tungviktstiteln 1897 genom att knocka den regerande mästaren James J. Corbett i rond 14 och förlorade den sedan 1899 till James J. Jeffries. 
Efter några misslyckade försök att återta tungviktstiteln erövrade Fitzsimmons i stället världsmästarbältet i lätt tungvikt genom att 1903 besegra den regerande mästaren George Gardner. Tidigare samma år hade britten hamnat på tidningarnas förstasidor när han i en match skadat sin motståndare Con Coughlin så svårt att denne avled. Fitzsimmons ägnade större delen av de sista tio åren som aktiv boxare till att utan framgång försöka återta tungviktistiteln. När han 1914 lade handskarna på hyllan påstod han själv att han gått omkring 350 matcher, de flesta utan handskar. Under Fitzsimmons aktiva tid förekom ingen organiserad dokumentation av boxningsevenemang och det är därför omöjligt att verifiera hans uppgift.

År 2003 utsåg ansedda tidningen The Ring Magazine Fitzsimmons som nummer åtta på sin lista över alla tiders mest hårtslående boxare.

## Utanför ringen
Fitzsimmons dog i sviterna av lunginflammation i Chicago 22 oktober 1917.